# Старий Жилін
Старий Жилін (пол. Stary Żylin) — село в Польщі, у гміні Нова-Суха Сохачевського повіту Мазовецького воєводства.
Населення — 102 особи (2011).
У 1975-1998 роках село належало до Скерневицького воєводства.

## Демографія
Демографічна структура станом на 31 березня 2011 року:
|          | Загалом | Допрацездатний вік | Працездатний вік | Постпрацездатний вік |
| -------- | ------- | ------------------ | ---------------- | -------------------- |
| Чоловіки | 53      | 13                 | 32               | 8                    |
| Жінки    | 49      | 4                  | 32               | 13                   |
| Разом    | 102     | 17                 | 64               | 21                   |